# Гитри, Люсьен
Люсье́н Гитри́ (фр. Lucien Germain Guitry; 13 декабря 1860, Париж — 1 июня 1925, там же) — французский актёр и драматург. Был партнёром по театру Сары Бернар, создатель выдающихся образов, принесших ему ряд международных триумфов.

## Биография
Учился в Высшей национальной консерватории драматического искусства. Сценическую деятельность начал в труппе парижского театра «Жимназ» в 1878 году; дебютировал в роли Армана в спектакле по пьесе А. Дюма-сына «Дама с камелиями». Успешное выступление Л. Гитри, отмеченное публикой и театральными критиками, позволило молодому актёру быть принятым в 1885 году в Петербургский Михайловский театр. Несколько театральных сезонов талантливый актер играл на его сцене.
В 1881 году успешно дебютировал в качестве драматурга своей первой пьесой «Ноно» (Nono); после этого начал писать увлекательно построенные пьесы; лучшие из них сравнивали с комедиями Мольера.
Л. Гитри был дружен с композитором П. И. Чайковским и его братом Модестом. По инициативе Гитри Чайковский в 1888—1891 годах сочинил музыку к «Гамлету» Шекспира (op. 67-а, op. 67-b).
В 1898—1900 годах Л. Гитри выступал на сцене вместе с талантливой актрисой Режан, участие этого дуэта в спектакле Ростана «Орленок» (Гитри в роли Фламбо) принесло постановке небывалый успех.
В 1891 году вернулся в Париж и начал выступать на сценах различных театров, таких, как «Théâtre de l’Odéon» и других. С успехом выступал сцене «Théâtre de la Porte Saint-Martin» в 1900 году и театра Варьете (Théâtre des Variétés) в 1901 году. Играл в труппе Комеди Франсэз (Comédie-Française), но вышел в отставку, чтобы стать директором Театра Возрождения (Theatre de la Renaissance).
Продолжал выступать на сцене до последних дней своей жизни. Будучи актером сдержанного темперамента, актер Л. Гитри сумел создать на сцене яркий динамичный образ. Его запоминающиеся образы в мольеровских комедиях — Альцест в «Мизантропе», Тартюф в одноименной пьесе и Арнольф в «Школе жен» и много других. Игра Л. Гитри отличалась правдивостью, лаконизмом характеристик, была чужда аффектации и радовала публику вплоть до его смерти.
Умер Люсьен Гитри в Париже 1 июня 1925 года. Похоронен на Кладбище Монмартр вместе со своими сыновьями Сашей и Жаном и последней женой Саши Гитри — Ланой Маркони.
Его сын, Сашa (Александр) Гитри (1885—1957), талантливый французский актер театра и кино, знаменитый писатель и драматург первой половины XX столетия, родился в Санкт-Петербурге и назван в честь русского императора Александра III.

## Память
- В память об актере на улице Элизе-Реклю (18 avenue Elysée Reclus) в Париже, на месте ныне не сохранившегося особняка, построенного Л. Гитри после его триумфального турне по Латинской Америке, был установлен его бюст.

- В 1948 году Саша Гитри снял о своем отце Л. Гитри художественный фильм «Актер» (Le Comédien), в котором сыграл две роли: отца и себя самого.